# Constitution de la Rhénanie-Palatinat
 (mai 2018).
Si vous disposez d'ouvrages ou d'articles de référence ou si vous connaissez des sites web de qualité traitant du thème abordé ici, merci de compléter l'article en donnant les références utiles à sa vérifiabilité et en les liant à la section « Notes et références ».
La Constitution de la Rhénanie-Palatinat du 18 mai 1947 (Verfassung für Rheinland-Pfalz vom 18. Mai 1947) est la constitution adoptée par référendum le 18 mai 1947 dans le Land de Rhénanie-Palatinat. Elle a été rédigée par les 127 membres de l’Assemblée provinciale consultative (Beratende Landesversammlung) constituée le 22 novembre 1946.
Elle a été révisée trente-six fois jusqu’en 2005.

## Structure
- Première partie : Droits et devoirs fondamentaux
  - Ire section : L’individu
    - 1. Droits liés à la liberté
    - 2. Droits liés à l’égalité
    - 3. Devoirs civiques

  - IIe section : Le mariage et la famille
  - IIIe section : L’école, l’éducation et la culture
  - IVe section : Les Églises et les communautés religieuses
  - Ve section : L’autogestion des communes et des communautés de communes
  - VIe section : L’ordre économique et social
  - VIIe section : La protection des fondements naturels de la vie
- Deuxième partie : Organisation et missions de l’État
  - Ire section : Les fondements de l’État
  - IIe section : Les organes investis de la volonté du peuple
    - 1. Le Landtag
    - 2. Le Gouvernement (Landesregierung)

  - IIIe section : La législation
  - IVe section : Les questions financières
  - Ve section : La juridiction
  - VIe section : L’administration
  - VIIe section : La protection de la Constitution et la Cour constitutionnelle
  - VIIIe section : Dispositions transitoires et finales

## Organes
- Landtag de Rhénanie-Palatinat
- Gouvernement de Rhénanie-Palatinat
- Cour constitutionnelle de Rhénanie-Palatinat